# Paul Meyers-Platen
Gustav Paul Meyers-Platen (* 18. Mai 1885 in Krefeld; † 9. Februar 1951 ebenda) war ein deutscher Landrat im Kreis Ahrweiler.

## Herkunft und Leben
Paul Meyers war ein Sohn des Steinbruchbesitzers Jakob Meyers und dessen Ehefrau Mathilde, geb. Platen. Nachdem er die Gymnasien in Kleve und Bonn besucht und zu Ostern 1904 seine Reifeprüfung abgelegt hatte, studierte er von 1904 bis 1907 Rechts- und Staatswissenschaften an der Universität Bonn. Sein Referendarexamen hatte er am 9. Juli 1907 beim Oberlandesgericht Köln abgelegt, worauf er am 20. Juli für eine Tätigkeit am Amtsgericht Ahrweiler vereidigt wurde. Von 1907 bis 1909 absolvierte er ein Studium der Volkswirtschaft und des Verwaltungsrechts in Erlangen, das er 1909 mit der großen juristischen Prüfung abschloss. Am 9. Juli 1910 wurde er mit seiner Dissertationsschrift Erwerb der Staatsangehörigkeit durch Anstellung zum Dr. jur. promoviert. Nach seinem Ausscheiden aus dem Justizdienst erhielt er mehrere informatorische Beschäftigungen, zunächst beim Bürgermeistereiamt Bad Godesberg, dann beim Landratsamt Bonn und letztlich noch in Bernkastel. Am 3. September 1913 wurde Dr. Paul Meyers kommissarischer Bürgermeister von Manderscheid, dem am 10. November 1914 die definitive Ernennung folgte.
Während des Ersten Weltkriegs, an dem er von 1914 bis 1918 teilgenommen hatte, war er bis 1915 Kompanieführer und von 1916 bis 1918 Referent für Litauen beim Stab der 10. Armee und beim Militärgovernment Litauen, bevor er 1918 verkehrspolitischer Dezernent beim Stab des Oberbefehlshabers Ost wurde. Nach Ende des Kriegs wurde er am 4. März 1922 Bürgermeister von Ahrweiler und am 28. Mai 1923 erhielt er die Ernennung zum kommissarischen Landrat des Kreises Ahrweiler. Während seiner Zeit der Ausweisung (Amtsverbot) durch die Interalliierte Rheinlandkommission (IRKO) wurde er Übergangsweise ab 1. November 1923 an die Regierungen Arnsberg und Düsseldorf überstellt. Mit Erhalt seiner Bestallungsurkunde vom 30. Oktober 1924 wurde er definitiver Landrat des Kreises Ahrweiler, ein Amt, das er bis zu seiner einstweiligen Versetzung in den Ruhestand im Februar 1934 behielt. Ab dem 15. März 1934 wurde er als Landrat im einstweiligen Ruhestand an die Regierung Düsseldorf an das dortige Oberversicherungsamt überwiesen, wo er am 1. März 1937 seine Ernennung zum Regierungsrat erhielt. Während des Zweiten Weltkriegs leistete er seinen Wehrdienst mit Heimatverwendung ab. Am 1. Februar 1943 wurde er zum Oberregierungsrat ernannt, 1945 aus dem Dienst entlassen und schließlich zum 1. August 1949 in den Ruhestand versetzt.

## Politik
Von 1920 bis 1933 war er Mitglied der Zentrumspartei und ab 1945 Mitglied der CDU.

## Nationalsozialismus
Meyers war Mitglied der SS (SS-Nummer 81.948, ab dem 10. September 1939 im Rang eines SS-Obersturmführers), zum 1. April 1933 trat er der NSDAP bei (Mitgliedsnummer 1.833.785).

## Familie
Meyers war seit dem 30. November 1912 in Bad Godesberg mit Helene Kröger († nach 1951), einer Tochter des Rentners Franz Kröger verheiratet.